# Domaniewice (gmina)
Domaniewice – gmina wiejska w Polsce położona w województwie łódzkim, w powiecie łowickim. W latach 1975–1998 gmina administracyjnie należała do województwa skierniewickiego.
W obecnym kształcie administracyjnym Gmina Domaniewice została utworzona z dniem 1 stycznia 1973 r. na podstawie Uchwały Nr XIX/100/72 Wojewódzkiej Rady Narodowej w Łodzi (Dz.U. z 1972r. Nr 49, poz. 314).
Gmina Domaniewice położona jest na Wyżynie Zachodnio – Łódzkiej. W strefie dogodnych połączeń komunikacyjnych: kolejowego Łódź – Łowicz i drogowego – droga krajowa nr 14 łącząca Łódź z Warszawą. W odległości 17 km od Łowicza.
Siedziba gminy to Domaniewice.
Według danych z 02.04.2012 roku gminę zamieszkiwało 4673 osoby. Natomiast według danych z 31 grudnia 2017 roku gminę zamieszkiwało 4659 osób.

## Struktura powierzchni
Według danych z roku 2007 gmina Domaniewice ma obszar 86,17 km², w tym:
- użytki rolne: 76%
- użytki leśne: 14%

Gmina stanowi 8,72% powierzchni powiatu łowickiego.

## Demografia

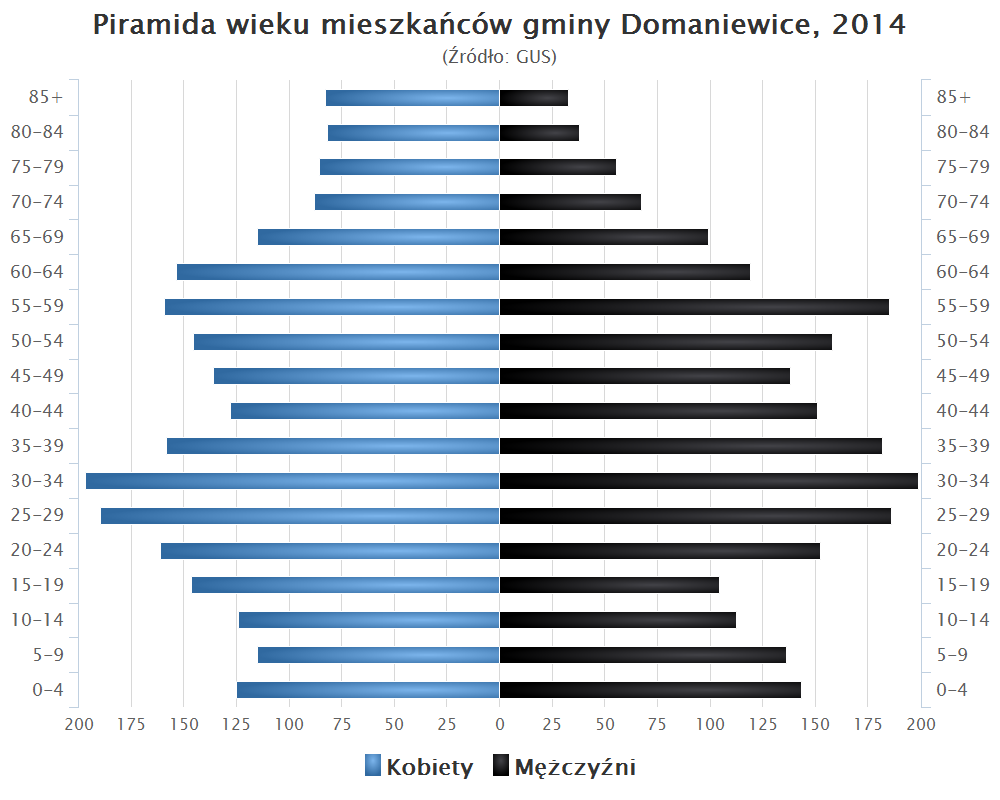
Piramida wieku mieszkańców gminy Domaniewice w 2014 roku

Dane z 31 grudnia 2007:
| Opis                              | Ogółem | Ogółem | Kobiety | Kobiety | Mężczyźni | Mężczyźni |
| --------------------------------- | ------ | ------ | ------- | ------- | --------- | --------- |
| jednostka                         | osób   | %      | osób    | %       | osób      | %         |
| populacja                         | 4624   | 100    | 2386    | 51,6    | 2238      | 48,4      |
| gęstość zaludnienia (mieszk./km²) | 54     | 54     | 28      | 28      | 26        | 26        |

## Sołectwa
Domaniewice, Krępa, Lisiewice Małe, Lisiewice Duże, Reczyce, Rogóźno, Sapy, Skaratki, Skaratki pod Las, Skaratki pod Rogóźno, Stroniewice, Strzebieszew.

## Sąsiednie gminy
Bielawy, Głowno, Łowicz, Łyszkowice

## Ochotnicze Straże Pożarne w gminie
1. OSP Domaniewice - S-3, w Krajowym systemie ratowniczo-gaśniczym
2. OSP Rogóźno - S-3, w Krajowym systemie ratowniczo-gaśniczym
3. OSP Stroniewice - S-1
4. OSP Skaratki - S-1
5. OSP Reczyce - S-1
6. OSP Strzebieszew - S-1
7. OSP Krępa - S-1
8. OSP Sapy - S-1
9. OSP Lisiewice Duże - M

## Znane osoby
Ze Stroniewic pochodzi Krzysztof Konecki, profesor Uniwersytetu Łódzkiego. Znany polski socjolog i badacz jakościowy. Metodolog nauk społecznych, socjolog organizacji i zarządzania, badacz terenowy. Przeprowadził badania socjologiczne w Japonii, USA, Ekwadorze. Kierownik Katedry Socjologii Organizacji i Zarządzania Uniwersytetu Łódzkiego. Redaktor naczelny Przeglądu Socjologii Jakościowej. Członek Komitetu Socjologii Polskiej Akademii Nauk oraz od roku 2017. przewodniczący Polskiego Towarzystwa Socjologicznego. Autor wielu książek socjologicznych, m.in. W japońskiej Fabryce, Łowcy Głów, Ludzie i zwierzęta
W gminie Domaniewice mieszka Zbigniew Bródka – łyżwiarz szybki, specjalizujący się na dystansie 1500 m, olimpijczyk. Pierwszy Polak, który zdobył Puchar Świata w łyżwiarstwie szybkim (na dystansie 1500 m). Brązowy medalista mistrzostw świata na dystansach w 2013 roku w Soczi. Kilkunastokrotny mistrz Polski, zarówno na krótkim, jak i długim torze. Mistrz olimpijski na dystansie 1500 m na Zimowych Igrzyskach Olimpijskich 2014 w Soczi.